# Vincent Clarico
Vincent Clarico  (né le 8 janvier 1966 à Saint-Denis) est un athlète français, spécialiste du 110 mètres haies.

## Biographie
Il remporte quatre titres de champion de France d'athlétisme : trois sur 110 m haies en 1996, 1998 et 2001, et un en salle sur 60 m haies en 1998. 
Il participe aux Jeux olympiques de 1996, à Atlanta, où il s'incline au stade des demi-finales (5e place en 13 s 43 et meilleur temps des non-qualifiés). Il est également éliminé en demi-finale des championnats du monde de 1997. Il remporte cette même année la médaille d'or des Jeux méditerranéens, à Bari, dans le temps de 13 s 61. Il conserve son titre quatre ans plus tard lors de l'édition 2001, à Tunis (13 s 62).
Son record personnel sur 110 m haies, établi le 5 août 1997 lors des Championnats du monde d'Athènes, est de 13 s 41 (+0,8 m/s).
Vincent Clarico est depuis 2008 entraîneur national, responsable des relais 4 × 100 m masculins et féminins de l’équipe de France d'athlétisme.

## Records
| Épreuve     | Performance | Lieu     | Date            |
| ----------- | ----------- | -------- | --------------- |
| 60 m haies  | 7 s 64      | Bordeaux | 14 février 1998 |
| 110 m haies | 13 s 41     | Athènes  | 5 août 1997     |